# Vöhringen (Bajorország)
Vöhringen település Németországban, azon belül Bajorországban. Lakosainak száma 14 134 fő (2023. december 31.). Vöhringen Bellenberg, Senden, Weißenhorn és Illerrieden községekkel határos.

## Népesség
A település népessége az elmúlt években az alábbi módon változott:
| Lakosok száma | 655  | 6127 | 10 399 | 12 168 | 12 916 | 13 058 | 13 298 | 13 500 | 13 800 | 14 134 |
|               | 1875 | 1950 | 1975   | 1987   | 2012   | 2014   | 2016   | 2017   | 2021   | 2023   |